# Atelopus vogli
Atelopus vogli là một loài cóc đã tuyệt chủng trong họ Bufonidae. Nó là loài đặc hữu của Venezuela. Chúng sống trong các khu rừng ẩm ướt đất thấp nhiệt đới hoặc cận nhiệt đới và các con sông. Kể từ năm 1933 người ta đã không còn thấy chúng và chúng bị coi là đã tuyệt chủng do mất nơi sống.